# Phoenix roebelenii
Espèce
Classification phylogénétique
Phoenix roebelenii, le Dattier du Mékong ou Dattier nain, est une espèce de palmiers appartenant au genre Phoenix et à la famille des Arécacées. L'espèce est indigène des bords du Mékong, principalement au Laos et en Thaïlande.

## Description

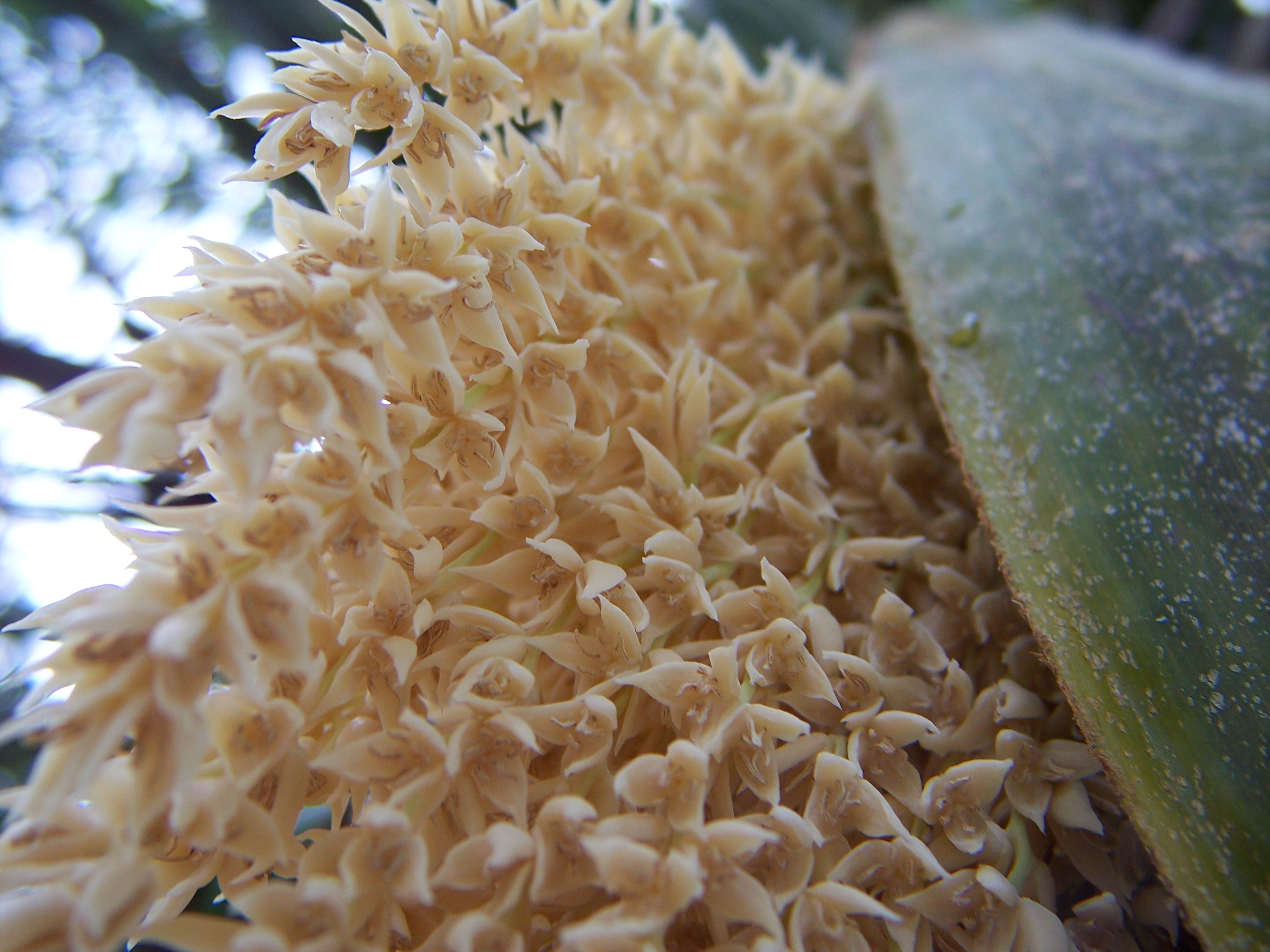
Fleurs mâles.

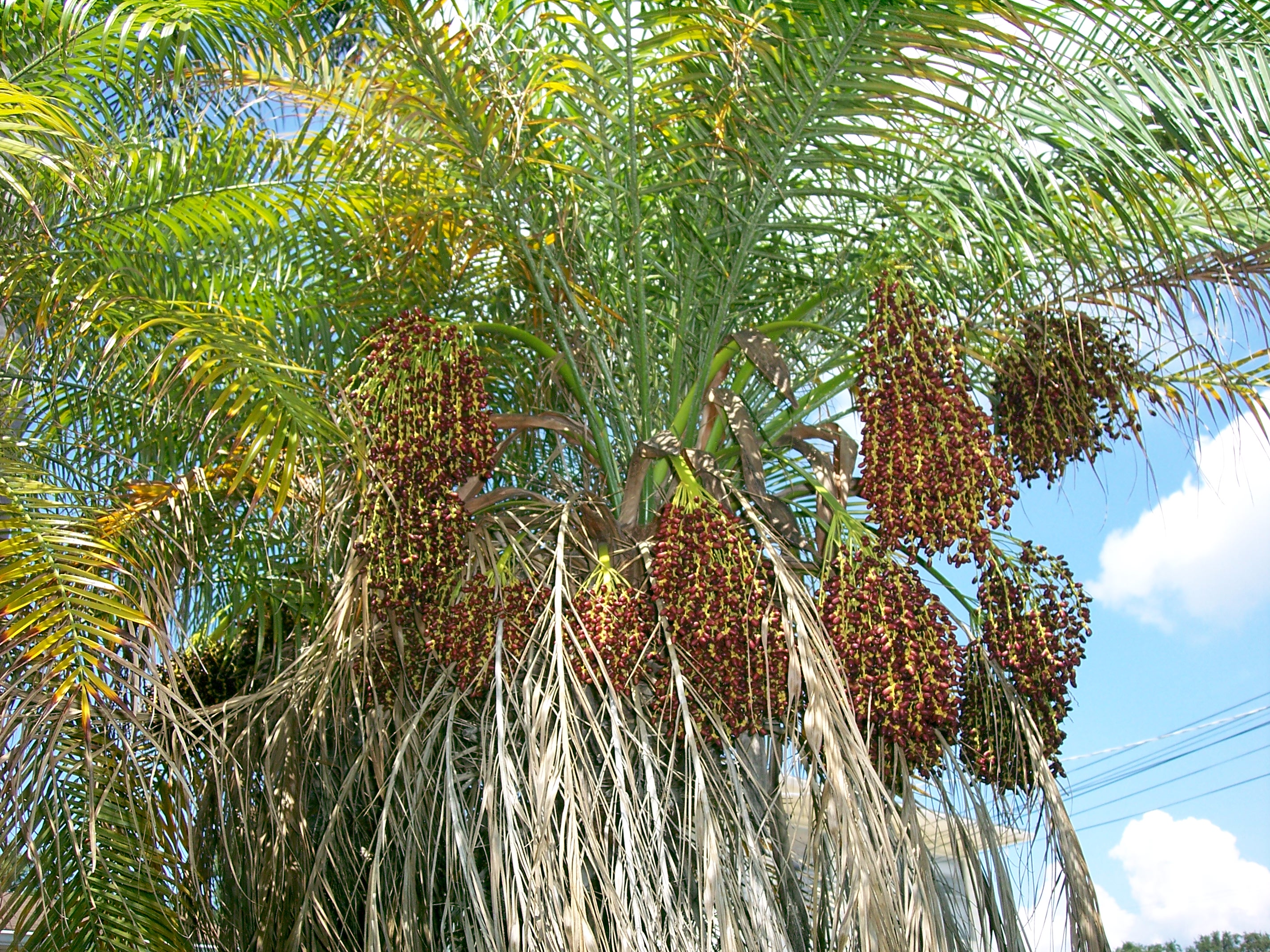
Les petites dattes de ce palmier nain.

Le stipe est fin (10 à 15 cm d'épaisseur) et marqué de façon caractéristique par la base proéminente des anciens pétioles. Il n'atteint que 2 à 3 m de hauteur chez les spécimens les plus âgés.
Les feuilles sont pennées, souples, d'un vert brillant très décoratif. De port arqué, elles atteignent 1 m de long.
Les fleurs, petites et blanc crème ou jaunâtres, sont disposées en inflorescence entre les feuilles. Elles donnent des fruits sombres, presque noirs à maturité, elliptiques ou oblongs, mesurant 1,2 cm en moyenne.

## Habitat et distribution
Originaire d’Indonésie, elle est cultivée ailleurs.
C'est une espèce typiquement rhéophile, c'est-à-dire qui pousse le long des cours d'eau et qui peut être saisonnièrement inondée.

## Utilisation
Les fruits sont de toutes petites dattes comestibles  de 1 cm de longueur, renfermant une graine minuscule de la taille d'un grain d'avoine.

## Culture
Cette espèce montre une certaine capacité de résistance au froid, qui permet de l'acclimater dans les endroits les plus abrités. Il supporte des gels brefs de −4 °C à −5 °C .
Phoenix roebelenii est devenu, ces dernières années, une plante d'intérieur très appréciée. Sa capacité à résister à la fois aux excès comme aux manques d'arrosage, aux intensités lumineuses réduites et à une atmosphère relativement sèche en fait un excellent palmier d'intérieur .
Cette espèce a la capacité de métaboliser certaines toxines de l'air ambiant, comme le formaldéhyde et le xylène, mais cet effet est négligeable par rapport au besoin dans des conditions réelles.